# كيومجو
كيومجو (هانغل:금조 ولدت باسم لي كيومجو 이금조 في 17 ديسمبر 1992). هي مغنية
وممثلة ومذيعة وعارضة أزياء كورية جنوبية وعضوة في فرقة الفتيات الكورية الجنوبية ناين ميوسز. 

## التعليم
- جامعة كيميونغ

## الإصدارات الموسيقية
- 2017: Shiny Single مع هيمي.

## الأعمال

### البرامج
- 2016: MBC Duet Song Festival
- 2017: JTBC 《싱포유》
- 2017: K-STATR 《아이돌 연기 대결 내가 배우다》

### المسرحيات الموسيقية
- 2013: مسرحية Summer Snow
- 2016: مسرحية Russian Coffee>

### الأغاني المصورة
- 2013: Kim Sori 〈أغنية BIKINI〉
- 2014: VOS 〈أغنية The End〉

## وصلات خارجية
- كيومجو على موقع ميوزك برينز (الإنجليزية)

- كيومجو على إنستغرام
- keumjo_1217 على تويتر.